# Václav Suk
Václav Suk, také Váša Suk, v Rusku Вячеслав Иванович Сук, (16. listopadu 1861 Kladno – 12. ledna 1933 Moskva) byl český houslista, dirigent a hudební skladatel působící v Rusku.

## Život
Od roku 1873 studoval na Pražské konzervatoři hru na housle a kontrapunkt. Ve skladbě byl soukromým žákem Zdeňka Fibicha. Po absolvování konzervatoře v roce 1880 působil krátce jako houslista ve Varšavě. Ještě téhož roku odešel do Ruska a stal se koncertním mistrem charkovské opery a od roku 1882 houslistou moskevského Velkého divadla.
V roce 1885 se vrátil do Charkova, tentokrát jako operní a symfonický dirigent. V následujících letech vystřídal řadu scén, operních společností i symfonických orchestrů. Působil v Kyjevě, Oděse, u Ceterelliho společnosti v Petrohradě, v Kazani i v Saratově. Konečně v roce 1906 byl jmenován dirigentem Velkého divadla v Moskvě, kde setrval až do své smrti. Kromě toho se v roce 1924 stal šéfem operního studia Konstantina Sergejeviče Stanislavského a řídil letní koncerty v sovětských lázních.
Ve Velkém divadle se dočkal zaslouženého uznání a poct. V roce 1922 byl jmenován Zasloužilým umělcem republiky a v roce 1925 Národním umělcem Sovětského svazu. Po jeho smrti byl k uctění jeho památky ve Velkém divadle zřízen zvláštní foyer nesoucí jeho jméno.
Ačkoliv skladatel zcela splynul s ruským prostředím a měl i sovětské státní občanství, trvale udržoval styky se svou původní vlastí. Jeho opera Lesův pán byla uvedena v Národním divadle v Praze 5. dubna 1903 za osobního řízení autora. Neměla však velký úspěch.

## Dílo (výběr)

### Opera
- Lesův pán (podle Karla Hynka Máchy, 1892)

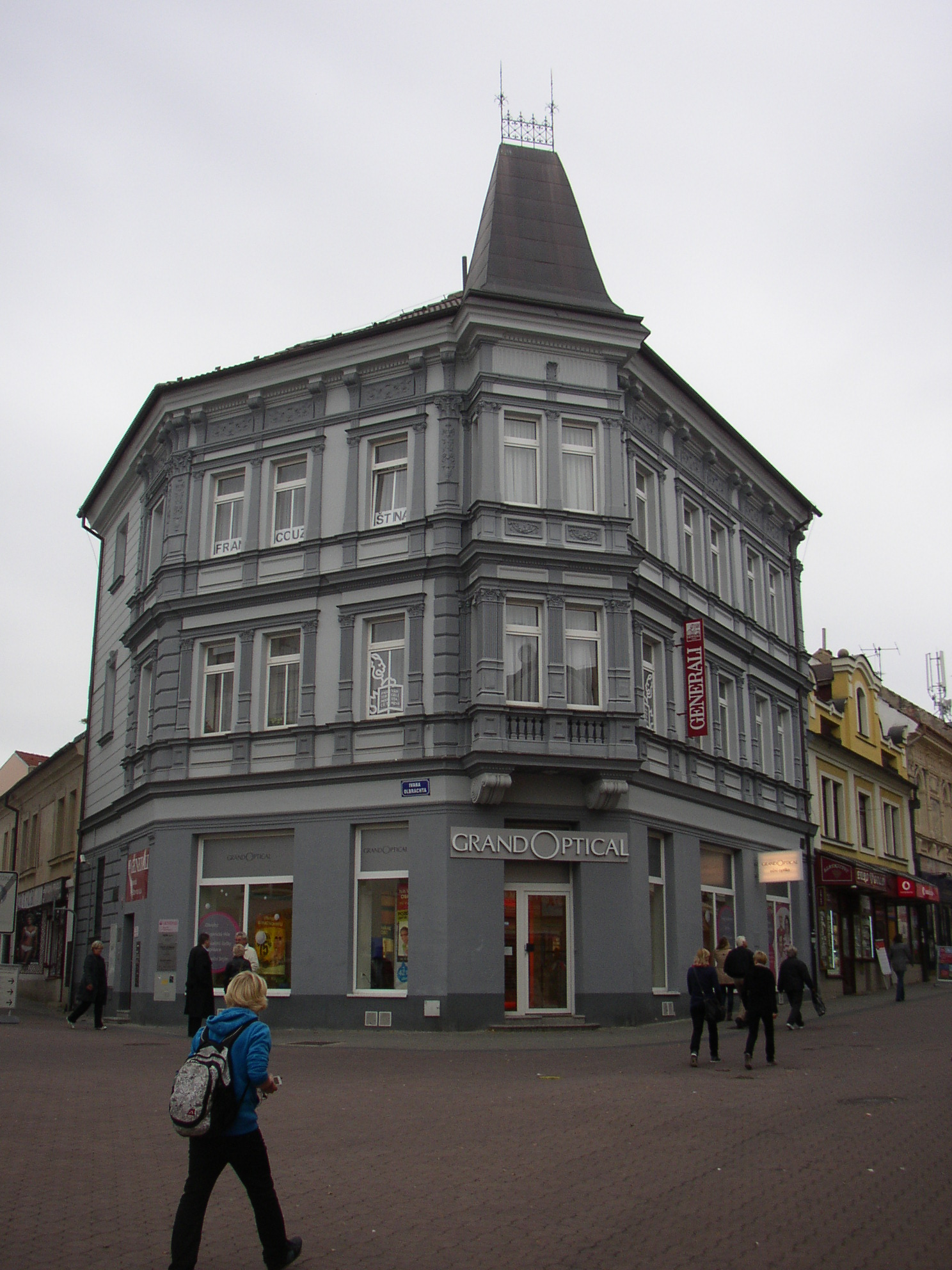
Rodný dům V. Suka na Kladně (třída TGM 90). Nynější podoba budovy však pochází až z roku 1899, kdy dům nechala přestavět hudebníkova sestřenice

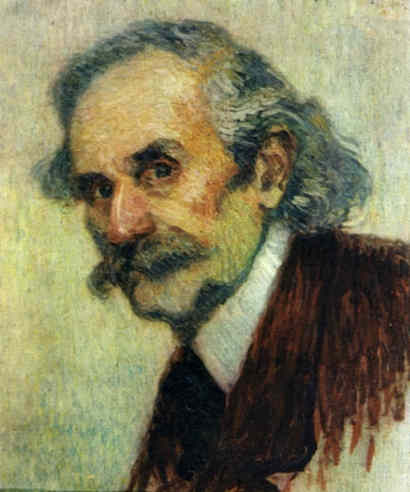
Václav Suk na obraze Leonida Pasternaka, 1898

### Klavírní skladby
- Dva české tance op. 2
- Čtyři skladby op. 3
- Variace na české lidové písně
- Bagately
- Nocturno

### Komorní skladby
- České lidové písně pro smyčcový kvartet
- Čtyři kusy pro housle a klavír

### Orchestrální skladby
- Jan Hus symfonická báseň
- Symfonie op. 13
- Slavnostní pochod památce Wagnerově
- Serenáda Es-dur
- Serenáda D-dur

### Písně a sbory
- České písničky op. 1
- Přání Mé
- Za hranicemi
- Žalude, ach žalude
- Ruské romansy